# Chrysler 180
Chrysler 180 - серія автомобілів бізнес-класу, що випускалася Chrysler Europe.

## Опис
Автомобіль, що був результатом спільної розробки Rootes Group і Simca, випускався з 1970 по 1975 рік в Пуасі, Франція, а в подальшому на фабриці Barreiros в Іспанії. Chrysler 180 послужив основою для автомобілів середнього класу Chrysler Australia та Chrysler Centura.
Залежно від встановленого двигуна модель мала індекси Chrysler 160/180/2 litre, а з 1977 року у Франції та країнах континентальної Європи Chrysler-Simca 1609/1610/2 litres. Після злиття Chrysler Europe з PSA Peugeot Citroen моделі для країн континентальної Європи були перейменовані в Talbot 1610/2 litres для 1979 і 1980 модельних років, після чого в Європі виробництво моделі було припинено за винятком Іспанії, де до 1982 року продовжувала випускатися дизельна версія.
Великий Chrysler погано продавався на основних європейських ринках. Його заміна розроблялася Chrysler Europe під кодовим найменуванням C9 і потім запущена в виробництво PSA під назвою Talbot Tagora.
Всього виготовлено 275 000 автомобілів.

## Двигуни
- 1.6 L Type 180 I4
- 1.8 L Type 180 I4
- 2.0 L Type 180 I4
- 1.9 L Barreiros diesel I4
- 2.0 L Barreiros diesel I4